# Mount Morris (Illinois)
Mount Morris – wieś w Stanach Zjednoczonych, w stanie Illinois, w hrabstwie Ogle.